# Hemmer (adelsslægt)
de Hemmer var en hollandsk eller westfalsk adelsslægt. Slægten har opholdt sig i Danmark i århundreder, men er aldrig blevet naturaliseret.

## Våben
I Johann Siebmachers våbenbog er det beskrevet således: Et firdelt skjold, 1. og 4. felt ulige tværdelt, i øverste og mindste part, som er guld, en halv opspringende sort løve, i nederste, som er rødt, tre blå pæle, belagt med 3 sølv Antonii kors; 2. og 3. felt sølv med en oprejst sort løve med udstrakt tunge; på hjelmen en indtil bagbenene opspringende sort løve.

## Historie
Muligvis har slægten forladt sit hjemland på grund af Filip II's religiøse forfølgelser. I Danmark kan slægten føres tilbage til købmand og borger i Aalborg Henrik de Hemmer den ældre (død 24. november 1591, begravet i Budolfi Kirke), som allerede nævnes 1586.
Om slægtens oprindelse fortæller Peder Dyrskjøt, formodentlig efter familietraditioner, som han har hørt under ophold i Aalborg: "Hemmerts Feste ved Heusdan mellem Maas og Waal Flod, hvor Floris, Greve i Holland, blev dræbt, er blevet opført af en fordreven Konge fra England; hans Afkom har siden floreret der og er kaldet de Hemmer og var en stor Slægt. Derfra er Hemmer i Aalborg kommen hid i Købmandshandel." Hofmann og efter ham Giessing og Nielsen beretter derimod, at slægten stammede fra Westfalen, hvorfra den blev fordrevet i Trediveårskrigens tid, hvilket dog er mindre sandsynligt.
Henrik de Hemmer var gift med NN og havde sønnerne Knud de Hemmer (død 1622) og Christopher de Hemmer I (ca. 1585 – 22. maj 1658). Sidstnævnte var købmand, blev borger i Aalborg 1610, rådmand 1630 og borgmester samme år. Ved hans død 1658, imellem de to svenskekrige, viste det sig, at han, trods tab i krigstiderne, var en meget velhavende mand. Begge hans ægteskaber bragte ham i forbindelse med aalborgske storslægter, og fra hans talrige børneflok stammede anselige borgerfamilier.

### Christopher de Hemmer I
Christopher de Hemmer I var gift to gange:
1. gang ca. 1620 med Johanne (Jahan) Jørgensdatter (efter 1595 – 12. november 1620). Børn:
1. Maren Pop de Hemmer (død efter 1635)
2. Heinrich de Hemmer (ca. 1620 – 1676 i Aalborg)
3. Poul de Hemmer (efter 1620 – ?), købmand i Aalborg, trolovet med Johanne, datter af borgmester Hans Sørensen i Aalborg
4. Johanne Christophersdatter de Hemmer (død efter 1681)

2. gang ca. 1622 med Karen Lauritsdatter Suur (død 5. oktober 1671 i Aalborg). Børn:
1. Karen (Catharina) de Hemmer (1627 i Aalborg – 1694 i Aalborg)
2. Laurits de Hemmer (1632 i Aalborg – 1668 i Aalborg), rådmand i Aalborg
3. Christopher de Hemmer II (16. november 1634 i Aalborg – marts 1684 i Aalborg)
4. Anne Christophersdatter de Hemmer (23. februar 1637 i Aalborg – 5. april 1703 i Tvilum)
5. Hans de Hemmer (1638-1677), dr.jur.
6. Margrethe Ingeborg Christophersdatter de Hemmer (22. september 1643 i Aalborg – 10. december 1723 i Ribe)
7. Didrik de Hemmer (1643 – ?)
8. NN Christophersdatter de Hemmer (død 1659)

Heinrich de Hemmer (ca. 1620-1676) var købmand i Aalborg, hvor også han 1656 blev rådmand og 1660 borgmester. Som delegeret for Aalborg underskrev han 1661 suverænitetsakten; hans navn kom til at stå på Budolfi Kirkes klokke, fordi den blev støbt 1663, mens han var borgmester.

### Christopher de Hemmer II
Christopher de Hemmer II (1634-1684) var assessor i Kommercekollegiet og ægtede 13. oktober 1661 Magdalene von Ginchel, der ligesom han selv nedstammede fra en til Aalborg indvandret hollandsk slægt og var datter af borgmester Christen von Ginchel. Den 22. marts 1679 fik han for sig, hustru, ægte børn og descendenter ret til at nyde det gods, han nu eller herefter tilforhandler sig, med samme rettigheder som adelen eller Københavns borgere efter den 4. artikel i stadens privilegier. Samme år købte han hovedgården Refsnæs sammen med det gods, som Seefeldernes kreditorer havde levnet. Ved hans død 1684 havde han stort set fået samlet godset igen. Han vedblev, også som godsejer, at bo i Aalborg, men holdt en forvalter på Refsnæs. 
Da Christopher de Hemmer var død, skiftede enken Magdalene von Ginchel med sine børn: Sønnerne Christoffer (døbt i Aalborg Budolfi Kirke 26. oktober 1662), Georg og Christian von Ginchel de Hemmer samt døtrene Bente Marie og Karen, hvorpå hun giftede sig anden gang med assessor Thøger Lassen til Rødslet og Klarupgård, som imidlertid døde allerede 1689.
Børn:
1. Christopher de Hemmer III (1662 – 11. december 1704 på Refsnæs)
2. Georg Jørgen de Hemmer (ca. 1664 i Aalborg – 29. juli 1724 i Aalborg)
3. Christian von Ginchel de Hemmer
4. Bente Maria de Hemmer (1669-1697)
5. Karen Christophersdatter de Hemmer (23. april 1673 i Aalborg – 27. juni 1746 på Hersomgård)

Georg Jørgen de Hemmer var kancellisekretær og skrives i 1718 "til Refsnæs". I 1722 købte han af sin brodersøn Gammel- og Kjærs Møller ved Aalborg, og i 1724 døde han og testamenterede sin formue til de to nevøer Christopher de Hemmer og Chistopher Rosenørn til Hersomgård og Korsøgård.

### Christopher de Hemmer III og IV
Christopher de Hemmer III (1662-1704) blev gift 23. februar 1685 med Maren Thøgersdatter Lasson (1662-1695). Han ejede Refsnæs. Hans søn var Christoffer de Hemmer IV (1688 i Aalborg – 25. september 1747 i Aalborg). Han ægtede 13. oktober 1718 Kirstine Margrethe de Jespersen (19. juni 1699 – 1777 i Aalborg), datter af Jesper de Jespersen.

### Plantageejere i Dansk Vestindien
Et senere medlem af slægten var Jens Peter de Hemmer (1720- 20. januar 1778), som var plantageejer og ejede Hemmersfryd på St. Croix i Dansk Vestindien. Hemmersfryd har senere ved ejerskifter ændret navn og er i dag kendt som Judiths Fancy. 1759-62 og fra 1772 til sin død ejede Hemmer også Aggershvile i Nordsjælland.
Jens Peder de Hemmer var løjtnant i artilleriet. Han boede i Strandgade 135 (svarer i matrikelnummer til det hus med PH over døren). I 1741 var han på rejse til Kina.
Jens Peter de Hemmer var gift med Maria født Marcoe, Spanish Town på Jamaica (1729- 4. april 1778) og havde børnene:
1. Christiane de Hemmer (19. april 1744 på St. Croix – 1. september 1817 i København), gift med Andreas Henrik Stibolt, 10 børn
2. Elisabeth de Hemmer (28. marts 1750 på St. Croix – 1. marts 1808), gift med Raphael Henrik Tønder, 7 børn.
3. Johannes de Hemmer (1755-?), gift med Marie Margarethe Grundahl (1757-?), 1 barn.
4. Peter de Hemmer (20. marts 1758- ca. 1804)gift med Dorthea Renate Klimose(1759 i Stege - 1804), 7 børn.